# 조점술

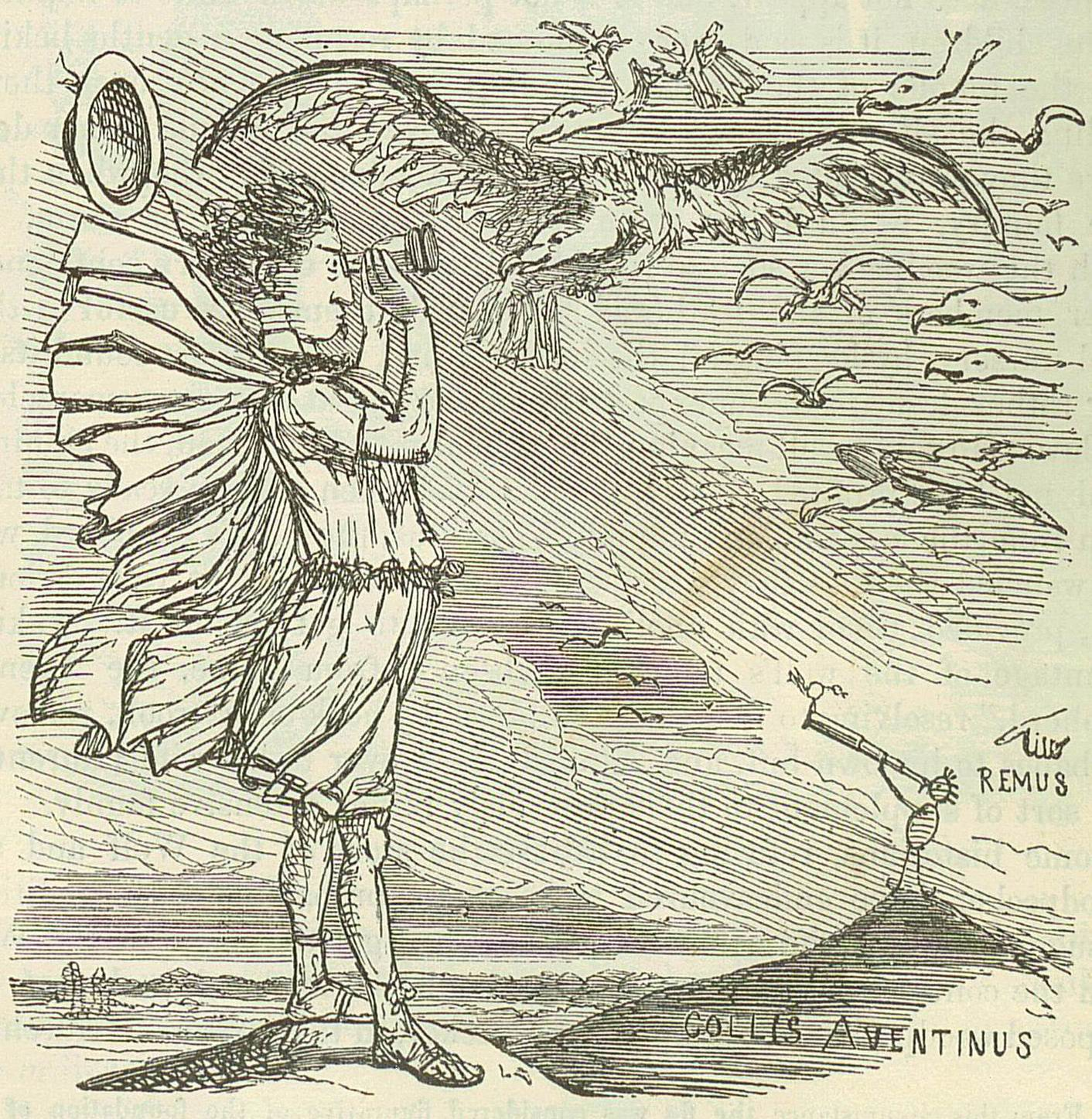
조점술은 그리스-로마에서 널리 행해졌다.

조점술(鳥占術, 영어: augury 오규리[*], 라틴어: augurium 아우구리움[*]), 조복(鳥卜)이란 새(鳥, aves)의 동작이나 울음소리를 해석해 징조를 읽어내는 점복이다.

## 같이 보기
- 점복